# إدوارد ماكسويل
إدوارد ماكسويل هو مهندس معماري كندي، ولد في 31 ديسمبر 1867 في مونتريال في كندا، وتوفي بنفس المكان في 14 نوفمبر 1923.